# Grote opdracht
De grote opdracht, ook wel de grote zendingsopdracht of het zendingsbevel genoemd, is in de christelijke traditie de instructie die Jezus Christus na zijn opstanding gaf aan zijn discipelen dat zij het christelijk geloof moesten verspreiden over de hele wereld. Dit gebod is de belangrijkste theologische basis voor de christelijke zending.

## Vergelijking
Er zijn vijf verschillende versies van de grote opdracht te vinden in het Nieuwe Testament: in het evangelie volgens Matteüs 28:16–20, het Evangelie volgens Marcus 16:14–18, het Evangelie volgens Lucas 24:44–49, het Evangelie volgens Johannes 20:19–23 en de Handelingen van de apostelen 1:4–8. Al deze passages bevatten woorden die Jezus na zijn opstanding heeft uitgesproken. Onderstaande vergelijking is gemaakt op basis van de Nieuwe Bijbelvertaling (2004).
| Matteüs 28:16–20 | Marcus 16:14–18 | Lucas 24:44–49 | Johannes 20:19–23 | Handelingen 1:4–8 |
| --- | --- | --- | --- | --- |
| - De elf discipelen gingen naar Galilea op aanwijzingen van een engel en later Jezus zelf. - Op de Bergredeberg zagen ze Jezus: sommigen bewezen hem eer, anderen twijfelden nog. - Jezus: 'Mij is alle macht gegeven, in de hemel en op aarde. Ga dus op weg en maak alle volken tot mijn leerlingen, door hen te dopen in de naam van de Vader, en de Zoon en de Heilige Geest, en hun te leren dat ze zich moeten houden aan alles wat ik jullie opgedragen heb. En houdt dit voor ogen: ik ben met jullie, alle dagen, tot aan de voltooiing van deze wereld.' | - Jezus verscheen in Jeruzalem aan de elf discipelen die zaten te eten. - Jezus beschuldigde hen van ongeloof omdat ze degenen die hem na zijn opstanding zouden hebben gezien niet hadden geloofd. - Jezus: 'Trek heel de wereld rond en maak aan ieder schepsel het goede nieuws bekend. Wie gelooft en gedoopt is zal worden gered, maar wie niet gelooft zal worden veroordeeld. Degenen die tot geloof zijn gekomen, zullen herkenbaar zijn aan de volgende tekenen: in mijn naam zullen ze demonen uitdrijven, ze zullen spreken in onbekende talen, met hun handen zullen ze slangen oppakken en als ze een dodelijk gif drinken zal dat hun niet deren, en ze zullen zieken weer gezond maken door hun de handen op te leggen.' | - Jezus verscheen in Jeruzalem aan de elf discipelen en anderen die stonden te praten. - Jezus herhaalde dat alles wat er over hem in de Schriften stond in vervulling moest gaan. - Jezus: 'Er staat geschreven dat de messias zal lijden en sterven, maar dat hij op de derde dag zal opstaan uit de dood, en dat in zijn naam alle volken opgeroepen zullen worden om tot inkeer te komen, opdat hun zonden worden vergeven. Jullie zullen hiervan getuigenis afleggen, te beginnen in Jeruzalem. Ik zal ervoor zorgen dat de belofte van mijn Vader aan jullie wordt ingelost. Blijf in de stad tot jullie met kracht uit de hemel zijn bekleed.' | - Jezus verscheen in Jeruzalem aan de discipelen (behalve Tomas) die in een afgesloten huis waren. - Jezus wenste hen tweemaal vrede, zei dat hij hen uitzond zoals de Vader hem had uitgezonden, blies de heilige Geest over hen heen, sprak over vergeving van zonden en vertrok. | - Jezus onderwees de discipelen 40 dagen lang in Jeruzalem. - Jezus: 'Ga niet weg uit Jeruzalem, maar blijf daar wachten tot de belofte van de Vader, waarover jullie van mij hebben gehoord, in vervulling zal gaan. Johannes doopte met water, maar binnenkort worden jullie gedoopt met de heilige Geest.' - Discipelen vroegen of Jezus binnenkort Israëls koningschap zou herstellen. - Jezus antwoordde dat het niet hun zaak was om te weten welke dingen de Vader zou laten gebeuren en wanneer, 'maar wanneer de heilige Geest over jullie komt, zullen jullie kracht ontvangen en van mij getuigen in Jeruzalem, in heel Judea en Samaria, tot aan de uiteinden van de aarde.' |

## Interpretatie

### Geaddresseerden
Het gebod van Jezus houdt in dat de volgelingen van Jezus de opdracht hebben om te gaan, te onderwijzen en te dopen. Hoewel Jezus zich alleen tot zijn elf apostelen richtte, interpreteert de christelijke theologie het als een opdracht aan alle christenen in elke tijd en op elke plaats, vooral omdat het een vervulling lijkt te zijn van Gods verbond met Abraham in Genesis 12:3.
Sommige commentatoren zetten de grote opdracht af tegen de 'beperkte opdracht' in Matteüs 10:5 waarin Jezus zegt dat het evangelie alleen verkondigd mag worden aan de Joden, omdat hij is gekomen voor "de verloren schapen van Israël" (Matteüs 15:24).

### Marcus 16b
Tekstcritici merken op dat het gedeelte van Marcus 16 waarin de grote opdracht wordt genoemd, niet voorkomt in twee van de oudste Griekse Bijbelse handschriften, de Codex Vaticanus en de Codex Sinaiticus. De reactie daarop is in het algemeen dat dit niet heel belangrijk is, omdat wat Jezus zegt in Marcus ook voorkomt in ten minste drie andere Nieuwtestamentische gedeeltes, en dat het gedeelte in Marcus waar discussie over is voor het grootste deel in de kerkgeschiedenis heeft behoord tot de Canon van de Schrift. 
Sommigen geloven dat de grote opdracht al is vervuld. Dat baseren ze op Marcus 16:20 waar staat: "En zij gingen op weg om overal het nieuws bekend te maken" en "het evangelie dat u gehoord hebt en dat aan alle schepselen onder de hemel verkondigd is" (Kolossenzen 1:23) en "Aan hem die bij machte is u kracht te geven, in overeenstemming met het evangelie van Jezus Christus dat ik verkondig, overeenkomstig de onthulling van het geheim waarover eeuwenlang gezwegen is, maar dat nu is geopenbaard en op bevel van de eeuwige God door de geschriften van de profeten bij alle volken bekend is geworden om ze tot gehoorzaamheid en geloof te brengen" (Romeinen 16:25-26).
Omdat de diverse versies van de grote opdracht licht van elkaar verschillen, zien de geleerden behorend tot de Historische Jezus-beweging de grote opdracht als een latere redactionele toevoeging in de tekst.

### Datering
Er is een chronologisch probleem om de dag van de vermeende grote opdracht vast te stellen. Volgens zowel Marcus 16:19, Lucas 24:51 als Handelingen 1:9 vond de Hemelvaart van Jezus vlak na zijn uitvaardiging van de grote opdracht plaats, maar volgens Lucas gebeurde dit dezelfde dag als zijn opstanding, volgens Marcus een paar dagen erna en volgens Handelingen veertig dagen erna. 